# فراینشتایناو
فراینشتایناو (به آلمانی: Freiensteinau) یک شهر در آلمان است که در فگلسبرگکرایس واقع شده‌است. فراینشتایناو ۳٬۴۰۵ نفر جمعیت دارد.